# 屏201線
屏201線（琉球－海仔口）是位於台灣屏東縣的一條已解編的鄉道，北起屏東縣琉球鄉琉球，屏東縣琉球鄉琉球，全長4.185（現場牌面）、3.811（縣府公告）公里。2015年9月24日交通部公告解編該公路。

## 路線說明
全線均位於屏東縣琉球鄉內

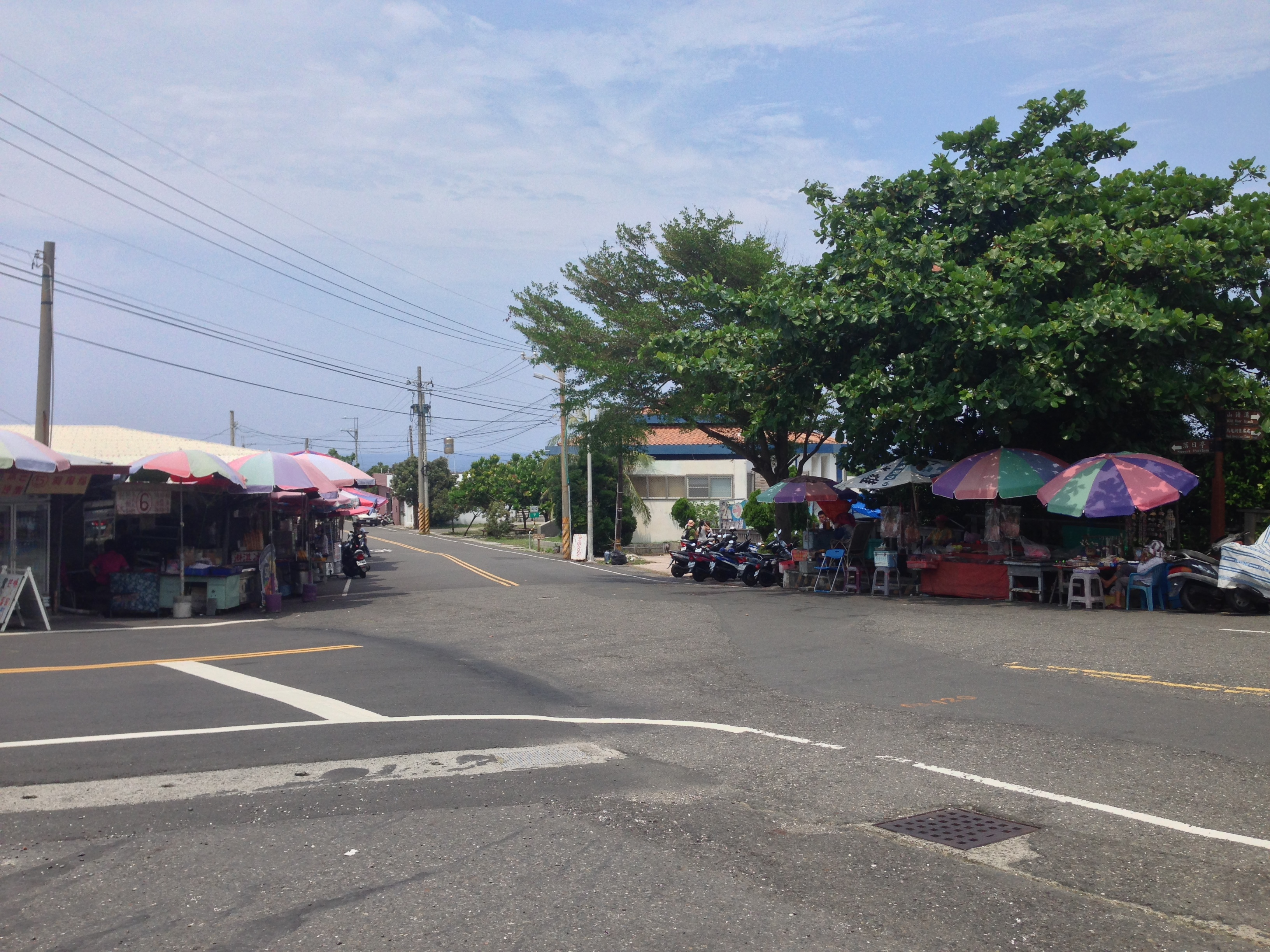
屏206線與屏201線岔路

- 琉球（起點， 屏202線岔路）→ 中山路 → 上杉路路口（ 屏204線岔路共線） → 和平路路口（ 屏204線岔路分離） → 中正路 → 南福（ 屏205線岔路） → 天福（ 屏206線岔路） → 海仔口（終點， 屏202線岔路）

## 歷史沿革
本線於1967年經臺灣省政府公告將1965年開闢之「本福－南福」線納編為屏201線，西起琉球鄉本福村，東至琉球鄉南福村，全長共計4.325公里，之後仍維持相同路線，惟於2015年9月24日經中華民國交通部公告解編。

## 沿線地標、設施
- 白沙尾漁港
- 琉球國小
- 琉球國中
- 天福漁港

## 連接公路
- 屏202線（起、迄點）
- 屏204線（有共線）
- 屏205線
- 屏206線